# 兼松煕
- 兼松煕
- 兼松熙
- 兼松凞

兼松 煕（兼松 凞、かねまつ ひろし、万延元年12月28日〈1861年2月7日〉 - 1952年〈昭和27年〉6月28日）は、明治末期から昭和初期にかけて活動した日本の政治家、実業家である。岐阜県出身。
内務省官吏や郡長などを経て政界入りし1903年（明治36年）から1908年（明治41年）まで衆議院議員を務める。その後実業家に転身して主として東海地方の電力業界で活動し、1930年代には豊田式織機（現・豊和工業）社長を務めた。

## 経歴

### 衆議院議員当選
兼松煕は万延元年12月28日（新暦：1861年2月7日）、農家兼松勝介の長男として生まれた。出身地は美濃国加茂郡酒倉村（現・岐阜県加茂郡坂祝町）。木曽川対岸の犬山にて漢学者村瀬乙太（頼山陽門下）が開いていた私塾にて学ぶ。21歳のとき郷里の戸長に選ばれた。
戸長から郡書記、次いで岐阜県属官となり、さらに中央に出て内務省属官を経て拓殖務省が発足するとその事務官に転ずる。その後台湾における鉄道建設計画に参加し実業界進出を志すが、計画自体が頓挫したため方向を転じ、佐賀県へ赴任して佐賀郡の郡長に就任した。就任は1899年（明治32年）1月11日付、休職は1900年（明治33年）2月17日付、免官が同年9月3日付である。
郡長退任後九州における炭鉱事業の計画に参加するがこれも流れたため実業界入りを再び断念。その後は政界入りを目指し、1903年（明治36年）3月実施の第8回衆議院議員総選挙にて佐賀県郡部選挙区から無所属で立候補し当選、衆議院議員となった。翌1904年（明治37年）3月実施の第9回総選挙では出身地の岐阜県郡部選挙区に鞍替えし、第2位の得票数で再選を果す。議員在任中、日露戦争開戦前は「対露同志会」に参加し、開戦後は日本軍向けのたばこ輸出事業を思いつき利益を挙げたという。1908年（明治41年）3月に衆議院議員任期満了となった。

### 名古屋電力設立

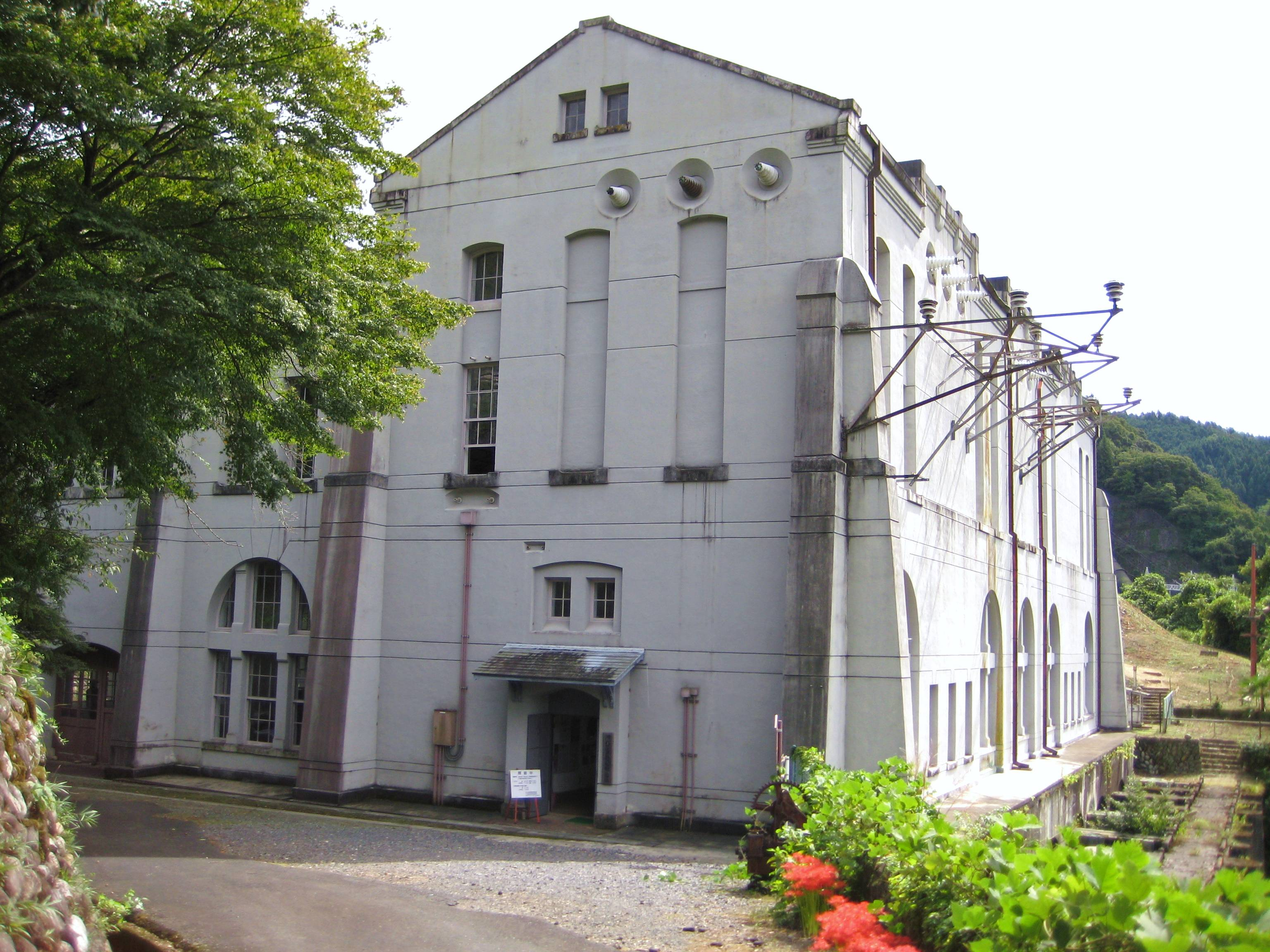
名古屋電力が着工、名古屋電灯が完成させた八百津発電所（現・旧八百津発電所資料館）

地元の岐阜県加茂郡では、兼松が衆議院議員となる前から木曽川を利用する水力発電計画が持ち上がっており、1897年（明治30年）に最初の水利権出願がなされていた。この計画はその後しばらく停滞していたが、計画を有利であると判断した兼松が参入してから実現に向けて動き出す。まず兼松は同じ岐阜県出身で在京の実業家岩田作兵衛らを計画に誘い、次いで名古屋を訪れて当時名古屋商業会議所会頭の奥田正香ら名古屋財界の協力を得た。水利権許可後の1906年（明治39年）2月、東京・名古屋の実業家の出資によって資本金500万円にて名古屋電力株式会社が発足、奥田正香が社長に就任し、兼松は取締役の一人となった。
名古屋電力は1908年1月、加茂郡八百津町において八百津発電所の建設に着手する。発電所出力は1万キロワットで、発生電力を名古屋方面へ送電する計画であった。その名古屋では、旧尾張藩の士族が中心となって設立した名古屋電灯が1889年（明治22年）に開業し、以来電気の供給を行っていたが、新興の名古屋電力と在来の名古屋電灯では、発電所の規模と会社の規模のどちらも名古屋電力が優っていた。しかし名古屋電力は難工事による工事費の増大と日露戦争後の不況によって資金不足に陥ってしまう。名古屋電灯側では名古屋電力との不利な競争を未然に防ぐべく、常務取締役となったばかりの実業家福澤桃介が中心となって名古屋電力の合併に向けて動き出し、その結果1910年（明治43年）10月に両社の合併が成立した。合併後の11月、兼松は名古屋電灯の取締役に選任され、直後に福澤と交代して同社常務に就任した。
名古屋電力設立を契機として兼松は奥田正香に接近、以降しばらく奥田の下で活動することとなり、奥田腹心の実業家「四天王」の一人となった（「四天王」は兼松のほか鈴木摠兵衛・上遠野富之助・安東敏之）。具体的には、1908年1月に奥田が理事長を務める名古屋株式取引所の理事となり、翌1909年（明治42年）3月には株式取引所を代表して商業会議所の議員となって奥田の補佐役となったのである。商業会議所ではさらに1909年4月に役員（庶務部長）にも選ばれた。なお「四天王」のうち鈴木や上遠野は財界の正道を行くようなタイプであったが、兼松や安東は裏道を通って仕事をする「黒幕の人」といったタイプであったという。
そのほか知多半島における鉄道敷設計画に岩田作兵衛らと参加し、1910年11月に発足した愛知電気鉄道（初代社長岩田作兵衛、名古屋鉄道の前身の一つ）の取締役にも就任した。さらに1911年（明治44年）9月に名古屋土地株式会社という土地会社が発足するとその取締役にも名を連ねている。同社は名古屋の西郊にあたる愛知郡中村（現・名古屋市中村区）の土地開発を目的とする会社で、同地の地主吉田高朗らによって起業された。

### 疑獄事件
名古屋電力が着工した八百津発電所は名古屋電灯によって1911年10月に完成した。しかし工事費の負担と過大な発電力が重荷となり、完成以降同社の業績は悪化してしまう。経営が悪化するにつれて経営陣に対する株主の不満が高まり、兼松ともう一人の常務三浦恵民は1912年（明治45年）6月常務辞任に追い込まれた。
常務辞任の翌1913年（大正2年）、兼松は遊廓の移転にからむ疑獄事件（稲永疑獄）により起訴された。検察によると容疑は以下の通り。
当時名古屋土地株式会社の取締役を務めていた兼松は、都市部にあるため移転が長年議論されていた大須の旭廓（1923年中村に移転し中村遊廓となる）に関し、名古屋土地の所有地である愛知郡中村地内へと遊廓を誘致するよう、名古屋土地重役一同より運動を委嘱されていた。兼松は当時の愛知県知事である深野一三の意向を探るうちに、中村ではなく南区（現・港区）の稲永新田が選定される可能性が高いと推察し、稲永新田の土地を買収して利益を得ようと画策。稲永新田の所有者である渡辺甚吉に対し、渡辺と親しかった前名古屋市長の加藤重三郎、現職の衆議院議員安東敏之と共謀して、遊廓予定地隣接の土地を格安で買い取る契約を結び、他にも名古屋土地の利益のために遊廓指定予定地の土地1万5千坪を同じ価格のまま会社へと転売するという条件で1坪6円にて買い取る契約も結んだ。
しかし稲永新田へ遊廓が移転するという噂が立ち地価が高騰し始めると、兼松ら3人は渡辺と共謀して1坪6円のまま名古屋土地へと転売するという約束を秘匿し、それを知らない同社重役会では渡辺から稲永新田の土地を1坪15円で買い取るという決議を行った。そして同社は1坪15円で買い入れる契約を渡辺と結び、渡辺・兼松らは同社から金銭を騙し取った。
1913年12月、兼松は懲役1年6か月の判決を言い渡された。事件のため同年11月に愛知電気鉄道取締役を辞任。名古屋株式取引所理事・名古屋商業会議所役員も同月辞任し、名古屋電灯取締役からも12月に退いた。しかし翌1914年（大正3年）6月、控訴審で無罪判決が下される。その後1915年（大正4年）3月実施の第12回衆議院議員総選挙に立憲政友会の候補者として岐阜県郡部選挙区より出馬するが落選した。

### 濃飛電気設立

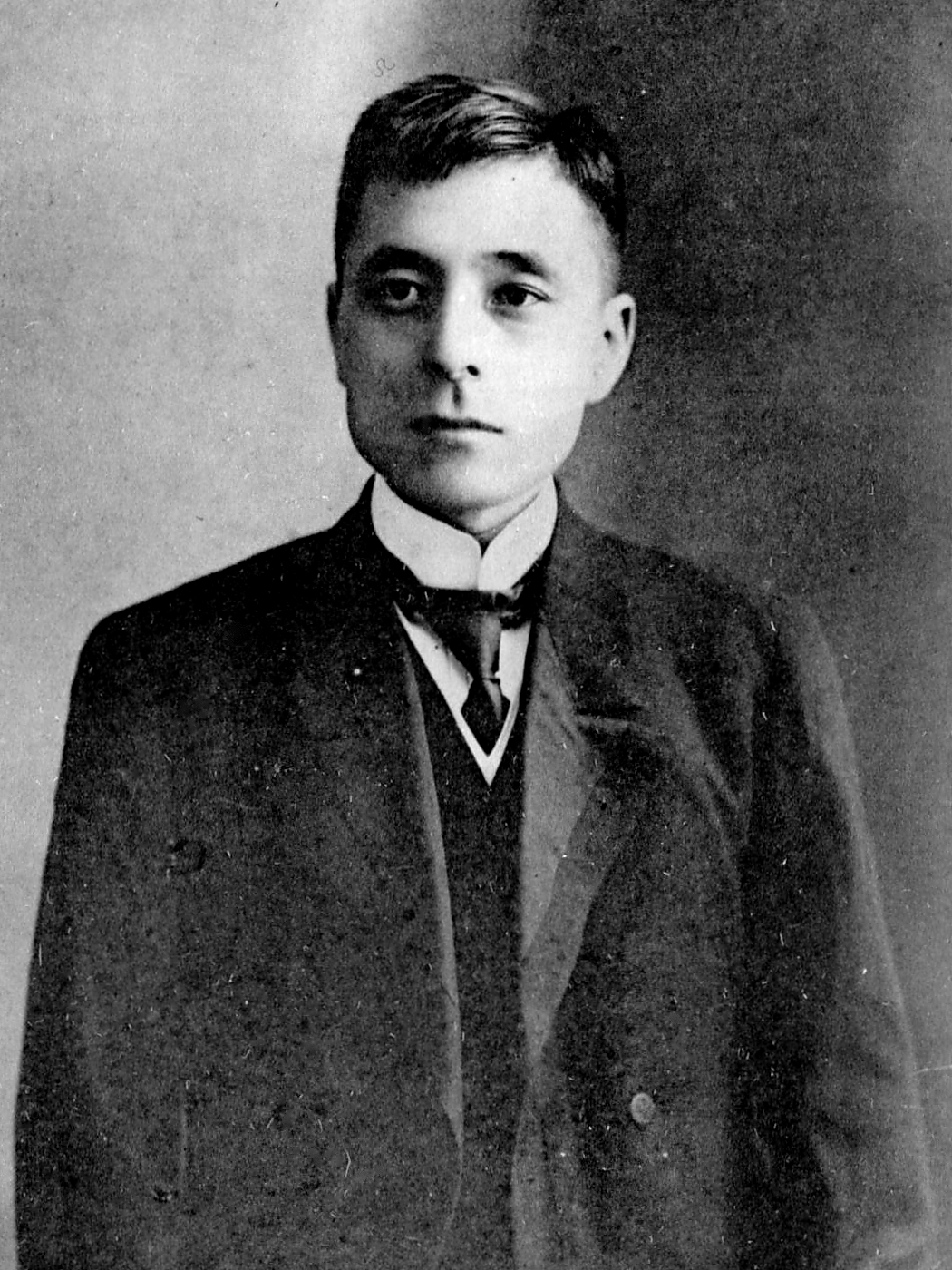
福澤桃介

名古屋電灯では上記疑獄事件に関与していた元名古屋市長の加藤重三郎が1911年より社長であったが、事件後は常務に復帰していた福澤桃介が社長代理となり、1914年12月には社長に就任した。疑獄事件関係者には知事の深野一三や奥田正香・安東敏之など没落した人物が多かったものの、兼松は福澤傘下の人物として復活を果たした。1918年（大正7年）12月、監査役として名古屋電灯に復帰したのである。同社では1920年（大正9年）12月より取締役へと転じ、翌1921年（大正10年）10月に関西水力電気へと合併されて関西電気（翌年東邦電力へ改称）となった後も引き続き取締役を務めたが、同年12月福澤が社長を退任するに及んで兼松も取締役を辞任した。
名古屋電灯在籍中、兼松は岐阜県を流れる根尾川での水力開発と名古屋電灯に対する電力供給を目的とする新会社の起業を進め、1921年3月23日付で濃飛電気として会社が発足するとその初代専務取締役に就いた。初代社長は成瀬正行（大同電力取締役）で、相談役に福澤桃介がいる。同社で兼松は翌1922年（大正11年）7月15日より第2代社長東園基光の後任として社長に昇格している。濃飛電気は1923年（大正12年）3月に長島発電所（現・中部電力根尾発電所、出力4050キロワット）を建設し、地元や東邦電力への供給を開始。次いで兼松が社長を兼ねる傍系会社大白川電力を通じて岐阜県北部庄川水系の大白川の開発に着手し、平瀬発電所（出力1万1000キロワット）を建設した。
濃飛電気は1928年（昭和3年）7月、三重県や徳島県に供給区域を持つ電力会社三重合同電気（社長太田光熈）と合併する。合併に伴い兼松は同年8月2日付で三重合同電気の取締役副社長に就任し、合同電気への社名変更を挟んで1930年（昭和5年）7月7日まで在職した。電力業界においてはその後、1931年（昭和6年）11月から1936年（昭和11年）10月にかけて愛知県の矢作水力にて取締役を務めた。同社は福澤桃介が相談役、その長男福澤駒吉が社長を務める会社である。

### 豊田式織機社長
1929年（昭和4年）10月28日、兼松は名古屋の織機メーカー豊田式織機株式会社（現・豊和工業）にて代表取締役社長に就任した。
この豊田式織機は、発明家豊田佐吉の考案にかかる動力織機（豊田式織機）を製造販売するため、三井物産が中心となり東京・大阪・名古屋の実業家に呼びかけて1907年（明治40年）に起業した織機メーカーである。名古屋からは奥田正香や神野金之助らが設立に参加しており、兼松も発起人の一員であった。1929年4月に設立以来社長を務めてきた谷口房蔵が死去すると、事業の重要性と対外関係への考慮から後任社長の選定が長期化したが、支配人野崎誠一の斡旋で兼松が社長に迎えられた。兼松の社長就任により、谷口の死後暫定的に社長となっていた土屋富五郎は元の常務取締役に戻っている。
社長就任直後、世界恐慌が日本にも波及して織機の受注は不振となるが、1931年以降は為替相場の下落から輸出が活発化したのに伴い受注は増加に転じ、増産に追われた。一方で輸入が極端に減少し国内メーカーの競争が激しくなったことから、1932年（昭和7年）8月社内に研究部を設置し、業務の刷新を図っている。こうした中で兼松は高齢にもかかわらず毎日出社し、事業の陣頭に立った。
豊田式織機は満州事変勃発後の1932年9月、愛知県知事の斡旋により陸軍造兵廠名古屋工廠から手榴弾を受注したことを契機に、兵器生産にも乗り出した。1936年9月には研究部門であった金城興業（社長を兼任）を軍需産業に転換し、昭和重工業株式会社とした。同年1か月にわたって中国や満州国を視察している。
1940年（昭和15年）4月、兼松は豊田式織機・昭和重工業社長をともに辞任した（後任は常務の野崎誠一）。戦後1952年（昭和27年）6月28日死去、91歳没。

### 郷里での事業
豊田式織機は自社製レーヨン織機の実験場をつくる目的で、1937年（昭和12年）6月、日本光棉紡績株式会社を名古屋市に設立した。社長は兼松の兼任である。紡績工場は兼松の郷里である坂祝村に建設され、翌1938年（昭和13年）6月よりレーヨン糸の生産を開始した。
この日本光棉紡績は、太平洋戦争下の企業再編で1943年（昭和18年）4月に足利紡績へと吸収され、次いで10月には呉羽紡績に合併された。戦後に呉羽紡績が東洋紡績（現・東洋紡）と合併したことでへ旧日本光棉紡績の工場は東洋紡績坂祝工場となったが、繊維不況のため1975年（昭和50年）7月末に閉鎖。工場跡地には当時工場の移転先を探していた自動車メーカーの東洋工機（現・パジェロ製造）が進出し、1976年（昭和51年）4月同社坂祝工場が操業を開始している。

## 主な役職
- 佐賀郡長 ： 1899年1月就任・1900年2月休職（9月退官）
- 衆議院議員 ：
  - 1903年3月当選（第8回総選挙）・1903年12月解散失職
  - 1904年3月当選（第9回総選挙）・1908年3月任期満了
- 愛知電気鉄道取締役 ： 1910年11月就任・1913年11月辞任[43]
- 名古屋電灯取締役 ： 1910年11月就任・1913年12月辞任（この間1912年6月まで常務）[21]、1920年12月再任[24]
- 名古屋電灯監査役 ： 1918年12月就任・1920年12月退任[21][24]
  - 名古屋電灯は1921年10月関西電気（旧・関西水力電気）と合併し解散[25]。
- 関西電気取締役 ： 1921年4月就任・1921年12月辞任[44][25]
- 濃飛電気取締役 ： 1921年3月専務就任・1922年7月社長就任[27][28]
  - 濃飛電気は1928年7月三重合同電気（後の合同電気）と合併[30]。
- 合同電気取締役副社長 ： 1928年8月就任・1930年7月退任[31]
- 豊田式織機取締役社長 ： 1929年10月就任・1940年4月退任[45]

## 栄典
- 1899年（明治32年）4月10日 - 従七位に叙される[46]
- 1906年（明治39年）4月1日 - 衆議院議員として勲四等旭日小綬章受章[47]